# Олуша Абботта
О́луша Абботта, или чернокрылая олуша (лат. Papasula abbotti) — редкая морская птица из семейства олушевых. Единственная область её гнездования — австралийский остров Рождества, который расположен в Индийском океане и имеет площадь 135 км². Олуши Абботта круглый год держатся в регионе вокруг этого острова . Единственный представитель рода Papasula.

## Описание
Длина тела этой птицы составляет 79 см, масса в среднем 1460 г. Оперение чёрно-белое. Глаза чёрные. Клюв светло-серый у самца, у самок розовый с чёрной вершиной. Голова, затылок и большая часть нижней стороны имеют белую окраску. Чёрные кроющие крылья с белыми пятнами.

## Образ жизни
Олуша Абботта гнездится в тропических влажных джунглях острова Рождества на плоскогорьях и на западных склонах. Она отсутствует на северных склонах, так как во время муссона они особенно сильно подвержены шквалистому ветру. Птицы предпочитают в качестве гнездовых деревьев те, чьи верхушки выделяются над другими деревьями. Часто они использует деревья родов Planchonella, Syzygium, Celtis и Tristiropsis.
До сих пор биология размножения вида изучена очень слабо, так как гнёзда трудно досягаемы. Откладывание яиц начинается в период с апреля по октябрь, его пик приходится на июнь и июль. В кладке только одно яйцо. Молодые птицы подрастают очень медленно, и до 230 дней, их выкармливают родительские птицы. Поэтому пары, успешно вырастившие молодую птицу, гнездятся, как правило, только один раз в 2 года. В целом, паре птиц необходимо 9,5 лет, чтобы вырастить по крайней мере 2 молодые птицы. Низкий уровень воспроизводства связан с тем, что каждый четвёртый птенец погибает в течение первых 4-х недель, либо от голода, либо став добычей австралийского бурого ястреба (Accipiter fasciatus). Кроме того, многие молодые птицы погибают от голода, не опытные в полёте птицы получают ранения во время приземления на крону дерева, другие становятся жертвой сильных штормов.

## Угрозы
Когда олуша Абботта была открыта в 1892 году американским орнитологом Уильямом Луисом Абботтом на Сейшельских островах в западном Индийском океане, у неё была бо́льшая область распространения, чем сегодня. На острове Ассампшен она вымерла вследствие выкорчёвывания леса и добычи гуано в 1920-е или 1930-е годы. Найденные кости на острове Родригес и на Маршалловых островах указывают на то, что она также была распространена в предыдущие столетия на этих островах. Название вымершего подвида с Маршалловых островов — Papasula abbotti costelloi — было присвоено в 1988 году Дэвидом Уильямом Стидмэном, Сьюзан Шубель и Домиником Палаваном. Намекая на американского комика Лу Костелло в качестве игры слов был присвоен эпитет costelloi.
С 1965 по 1987 существовала основная угроза добычи гуано на австралийском острове Рождества. Гнездовые деревья выкорчёвывали, оставляя после себя во многих местах голые места. В 1988 году циклон уничтожил одну треть гнездящейся популяции. С 1990-х годов возникла следующая угроза от завезённого жёлтого сумасшедшего муравья, который убил большинство молодых птиц.
После продолжительного сдерживания муравьиной напасти сторонникам охраны природы удалось увеличить популяцию с 1900 пар в 1992 году до 3000 пар в 2002 году.